# Feira da Mata
Feira da Mata är en kommun i Brasilien.   Den ligger i delstaten Bahia, i den östra delen av landet, 400 km öster om huvudstaden Brasília. Antalet invånare är 6 179.
Omgivningarna runt Feira da Mata är huvudsakligen savann. Runt Feira da Mata är det mycket glesbefolkat, med 4 invånare per kvadratkilometer.